# 名鉄豊田線
豊田線（とよたせん）は、愛知県日進市の赤池駅から愛知県豊田市の梅坪駅までを結ぶ名古屋鉄道（名鉄）の鉄道路線である。正式名称は開業時より「豊田線」だが、1986年までは豊田新線（とよたしんせん）の名称を併用していた。

## 概要
名古屋市と豊田市とを結ぶ通勤・通学路線である。沿線の大学・高校への通学目的の利用も多い。愛知高速交通東部丘陵線（リニモ）同様、この路線もまた尾張丘陵を横断する路線であり、30‰以上の急勾配が随所に存在する。全区間が立体交差で踏切は存在しないが、すべて高架というわけではなく、丘陵地帯の地形に合わせ、トンネルや掘割なども多数ある。起点の赤池駅は地下駅であり、発車するとすぐに地上へ出て高架に上がる。
三河線豊田市駅から名古屋市営地下鉄鶴舞線を経由して最長で名鉄犬山線犬山駅まで直通運行している（全40駅、距離58.4 km）。犬山線まで直通する列車は少なく、ほとんどの列車は鶴舞線終点の上小田井駅で折り返す。
途中駅のホーム番号は全列車が直通する地下鉄鶴舞線に合わせられており、梅坪・豊田市方面が1番線、赤池・上小田井方面が2番線となっている（赤池駅では豊田線からの列車は4番線を発着する。梅坪駅では赤池・上小田井方面が1番線、豊田市方面が2番線である）。これは同じ名鉄の路線である三河線や犬山線とは異なった番号の付け方である。乗車位置の番号も小牧線と瀬戸線を除いた他の名鉄の路線とは異なり、4ドア車6両編成に対応した1-24番となっている。
運賃計算区分はB（運賃計算に用いる距離は営業キロの1.15倍）で、さらに加算運賃を適用する。manacaなどの交通系ICカード全国相互利用サービス対応カードが使用できる。
『鉄道要覧』による起点は赤池駅で、列車運行および旅客案内、赤池駅から梅坪駅へ向かう列車が下り、逆方向が上りとなっているが、列車番号の設定においては、梅坪駅から赤池駅へ向かう列車が下り列車に付ける奇数、逆方向が上り列車に付ける偶数となっている。駅番号も梅坪駅の隣にある上豊田駅を01番として、赤池駅に向かって番号が大きくなっていく。

### 加算運賃
新線であるため、建設費を回収するためにキロ程で算出された運賃に加算額を加算する。豊田線の建設費回収率は2023年度末時点で51.5%である。普通運賃（大人）への加算額は、豊田線内の運賃計算キロ（営業キロ×1.15）に応じて下表の通りとなっている。
| 運賃計算キロ        | 加算額 |
| ------------------- | ------ |
| 0.1キロ - 3.9キロ   | 20円   |
| 4.0キロ - 7.9キロ   | 30円   |
| 8.0キロ - 11.9キロ  | 40円   |
| 12.0キロ - 15.9キロ | 50円   |
| 16.0キロ - 17.5キロ | 60円   |

地下鉄線と合算すると割高感があり（例：2006年7月時点で伏見 - 豊田市は地下鉄290円 + 名鉄500円 = 790円）、これを少しでも解消すべく、また建設費の回収も進んでいることから、2006年12月16日より普通運賃で10 - 50円引き下げられた（伏見 - 豊田市は地下鉄290円 + 名鉄450円 = 740円となった。2014年・2019年・2024年の運賃改定により2024年現在、伏見 - 豊田市は地下鉄310円 + 名鉄520円 = 830円となっている）。

### 連絡運輸
一部列車が名古屋市営地下鉄鶴舞線経由で直通している犬山線上小田井駅以遠との間の連絡乗車券が購入できる。この鶴舞線経由の犬山線との連絡乗車券は自動券売機には設定されていないが、赤池駅の駅長室と有人駅の窓口で購入することができる。ただし前後の会社の営業キロを通算して運賃を算出する通過連絡運輸ではなく、前後の名鉄の運賃は接続駅で打ち切って計算され、通算されない。また2003年より地下鉄線経由で小牧線上飯田駅以遠へも中間改札なしで繋がっているが、こちらは通過連絡運輸や連絡乗車券が存在せず、2枚に分けて購入することになる。地下鉄線栄駅で徒歩連絡となる瀬戸線栄町駅以遠への連絡乗車券も当初から設定されていない。

### 路線データ
- 路線距離（営業キロ）：15.2 km
- 軌間：1067 mm
- 駅数：8駅（起終点駅含む）
- 複線区間：全線
- 電化区間：全線（直流1500 V）
- 閉塞方式：自動閉塞式[2]
- 保安装置：M式ATS[2]
- 最高速度：100 km/h[2]
- 最急勾配：34.5‰（黒笹駅 - 三好ヶ丘駅間）[10]
- 最小曲線半径：281m[10]
- 軌条：50 kgN（開通当初は一部に20 mレールを敷設）
- 建設主体：日本鉄道建設公団（黒笹駅 - 梅坪駅間）[11]
- 主な橋梁・トンネル
  - 日進車庫跨線橋（赤池 - 日進間、全長487.7 m、PC桁・鋼合成桁）[12]
  - 愛知池橋梁（米野木 - 黒笹間、全長256 m、PC桁）[12]
  - 東名高速架道橋（米野木 - 黒笹間、全長49.6m、鋼プラットトラス）[12]
  - 福谷トンネル（三好ヶ丘 - 浄水間、505 m）[12] - 名鉄で最も長い山岳トンネル[13]。
  - 梨ノ木トンネル（日進 - 米野木間、390 m）[12]
  - 黒笹トンネル（黒笹 - 三好ヶ丘間、348 m）[12]
  - 高松トンネル（赤池 - 日進間）

## 歴史
1927年（昭和2年）設立の新三河鉄道が八事 - 挙母（豊田）間の鉄道敷設免許を取得したのが起源である。同社は名古屋市東部で路面電車（後に名古屋市電へ譲渡）を運行していた尾張電気軌道を合併し、親会社の三河鉄道と連携して、名古屋 - 挙母 - 岡崎間の連絡を目指したが、結局果たせず、敷設免許は三河鉄道を経て名古屋鉄道が引き継ぎ、1979年に名鉄が開業させた。
豊田市は名古屋市の中心部から30 km圏内に位置するが、名古屋市との鉄道連絡は名鉄三河線 - （知立駅） - 名古屋本線と南に大きく迂回するルートしかなく、後に建設された国鉄岡多線（現：愛知環状鉄道線）も東海道本線（岡崎駅）を経由するため、豊田市 - 名古屋を結ぶ大量輸送の交通機関は極めて不便な状況にあった。このような公共交通の立ち遅れから、豊田市民の移動手段は自家用自動車（マイカー）への依存度が高かった。豊田市だけでなく、同市と名古屋市の間に位置し、名古屋の衛星都市である愛知郡の日進町（現：日進市）・東郷町も同様の不便を感じていた。そのような状況を解消するため、名古屋市が偏った発展をしないような放射状鉄道路線を新設することも目的に、豊田市 - 三好 - 東郷 - 日進 - 名古屋を結ぶ鉄道路線を敷設する構想が浮上した。以下がその案である。
1. 国鉄建設線（千種 - 豊田）：鉄道敷設法の予定路線として、千種から豊田武節を経て飯田に至る路線（参照：鉄道敷設法別表一覧#第69号）が規定されていたため、そのうち千種 - 豊田間を工事線として建設する案[18]。1967年（昭和42年）には豊田市が、豊田・名古屋間の鉄道敷設を国鉄に要望する旨[注釈 3]が『加茂タイムス』[注釈 4]11月13日号[注釈 5]で報道された[19]。
2. 名古屋市高速鉄道の延長：名古屋市高速鉄道3号線（上小田井 - 八事 - 天白）をさらに豊田まで延伸する[18]。
3. 名古屋市高速鉄道線の終点から豊田市に至る間の鉄道を別個の鉄道として建設する案：八事 - 豊田間の先述の免許線の計画を一部変更し、名古屋市高速鉄道の終点（天白）から豊田市までの鉄道を建設し、天白で乗り換えるか両線を相互直通運転させる案[18]。
4. 名鉄名古屋本線・桜駅（名古屋市南区）から豊田市方面へ分岐延伸する案 - 1968年（昭和43年）7月7日に『加茂タイムス』が「かねてから豊田市が計画していた国鉄による千種 - 武節線（1.）に対し、名鉄も桜駅から豊田間を全線高架で結ぶ構想がある」と報じた[注釈 6][20][注釈 7]。

結果的に、2. と3. を折衷したような形で豊田線が建設される形となった。1971年（昭和46年）11月17日には1市3町（豊田市・三好町・日進町・東郷町）の首長らが集まり、「名古屋豊田間鉄道建設促進協議会」の結成を決定。ルートについては東郷町・三好町の中心部を経由し、豊田市と結ぶ南回りルートも予想されていたが、結果的には赤池駅（後の名古屋市営地下鉄鶴舞線との接続駅）から日進町の南部・三好町の北部を経由し、梅坪駅で三河線に乗り入れて豊田市駅まで結ぶルートに決定した。また、豊田・名古屋間の鉄道の豊田側の終着駅は岡多線の駅（現在の新豊田駅）と名鉄の豊田市駅（約250 m離れている）の中間に設置することで、両駅の心理的距離を縮めることも構想されたが、結局は三河線を介して豊田市駅に直接乗り入れる形となった。所要時間については、豊田市 - 名古屋都心間を約30分で結ぶことも想定されたが、豊田新線開業時（1979年）時点では豊田市駅 - 名古屋都心部の所要時間は約45分となっている。
なお、名鉄は本来免許通り八事までの建設を計画していたが、都市交通審議会で名古屋市内の天白まで公営地下鉄を建設することが答申されたことと、用地買収の過程で市交通局の車庫を日進町（現：日進市） 赤池地区に確保する必要が出て来たため、名鉄と名古屋市が協議を行い、八事 - 赤池の免許は名古屋市に無償譲渡し、同区間は名古屋市営地下鉄鶴舞線として開業した。また、同線の試運転にはモ805-ク2313の2両編成が使われた。ただしATCが導入されていないため赤池駅には入線できずトンネル入口付近で折り返していた。その車両は豊田市の鞍ヶ池公園に静態保存されている。この車両のほかにも6000系が試運転で乗り入れ、1987年には5700系が回送列車として黒笹駅まで一度だけ乗り入れた。開業前の地固めとしてデキ400形電気機関車が乗り入れたこともある。試運転や回送列車で使われた本線系統用の各車両は豊田線内では鶴舞線経由で乗り入れる100・200系とは編成の向きが逆である（犬山線での向きを基準としたとき、豊橋寄り先頭車が鶴舞線直通車は豊田市向きであるのに対し、本線系統用の車両は赤池・上小田井向きである）。また名鉄は車両運用の関係から、豊田市内の上挙母に車両基地を建設する意向を示し、その周辺の土地を調査していたが、この構想は実現しなかった。
豊田新線の開業により、名古屋・豊田間のバス路線は大幅に再編成され、豊田市内に設置された新駅（上豊田駅・浄水駅）と市街地・住宅地を直結する新路線が設けられた。また、豊田新線の開業は三河線の梅坪駅 - 上挙母駅間の連続立体交差事業や、豊田市駅 - 岡多線・新豊田駅間の市民広場の建設などをさらに具体化する格好となった。

### 年表
- 1926年（大正15年）10月9日：新三河鉄道が、西加茂郡挙母町 - 名古屋市東区東大曽根町および愛知郡天白村 - 中区広路町間の鉄道敷設免許取得[29][30]
- 1927年（昭和2年）9月11日：三河鉄道の系列会社として、新三河鉄道設立[4]。
- 1932年（昭和7年）12月26日：八事 - 挙母間の工事施工認可[31]。しかし、経営困難のため、本格的着工はできなかった。
- 1937年（昭和12年）
  - 12月16日：新三河鉄道から親会社の三河鉄道へ鉄道敷設免許を譲渡[32]。
  - 12月16日：新三河鉄道解散[4]。
- 1941年（昭和16年）6月1日：名古屋鉄道が三河鉄道を合併。
- 1972年（昭和47年）
  - 5月：八事 - 赤池間の鉄道敷設免許を名古屋市へ無償譲渡[30]（名鉄は、見返りに瀬戸線の東大手 - 栄町間の免許を譲受）。
  - 10月：名鉄豊田新線 - 地下鉄3号線（鶴舞線） - 犬山線の相互直通運転について、名古屋市交通局と協定締結[30]
- 1973年（昭和48年）10月：豊田新線建設着工（41年ぶりの再着工）、愛知池橋梁工事に着手[30]。
- 1978年（昭和53年）6月：東名高速架道橋の架設[30]。
  - 10月1日：名古屋市営地下鉄3号線（鶴舞線） 八事 - 赤池間開通[4][30][33]。
  - 12月：豊田新線用車両100系8両（2編成）が完成[30]。
- 1979年（昭和54年）7月29日：梅坪 - 赤池間が開業[4][34]。名古屋市営地下鉄鶴舞線と相互直通運転開始[30][34]。
- 1986年（昭和61年）9月29日：営業呼称を豊田線に改称[4]。
- 1993年（平成5年）8月12日：鶴舞線の全通により犬山線と相互直通運転開始[4]。
- 2003年（平成15年）10月1日：トランパス導入[35]。
- 2011年（平成23年）2月11日：ICカード乗車券「manaca」供用開始。
- 2012年（平成24年）2月29日：トランパス供用終了。

## 運行形態
普通列車のみの運転であり、全ての列車が各駅に停車する。名鉄三河線・名古屋市営地下鉄鶴舞線と直通運転を行い、豊田市駅 - 上小田井駅間を往復する運行を基本としている。平日の早朝・夕方以降、土休日の早朝・深夜には名鉄犬山線直通列車も設定されている。日中は毎時4本（13分または17分毎）の運行であり、平日朝は増発される。日中の犬山線直通列車は原則として運転されない。2024年3月16日のダイヤ改正までは平日の昼間に岩倉行きのみが1時間に1本運転されていた（平日夕方には柏森行き、平日朝には扶桑行き、朝や深夜には犬山行きが運転されることがあった。土休日の日中の犬山線からの直通列車は岩倉発豊田市行きが毎時2本運転されていた）。豊田線からの上り列車は鶴舞線終点の上小田井駅から犬山線に直通した後も終点までそのまま普通列車として運転される（平日朝の一部列車のみ上小田井駅から犬山線内は急行になることがある）。下り列車は全て豊田市行きであり、梅坪駅や途中駅で折り返す列車はない。ただ、三好カントリー倶楽部で東海クラシックが開催された際、黒笹行きが設定されたことはある。終点となる豊田市駅では三河線知立方面との対面接続が考慮されている。また、鶴舞線が10分毎の運転となるので、運転間隔の調整のため直通列車の半数は赤池駅で約3分停車する。なお、赤池駅は名古屋市交通局が管理しているため、名鉄の旅客案内上は無人駅となっている。
当線が建設された場所は元々山間部であったため急勾配は多いが、急カーブが存在しないため、全列車が各駅停車ながらも線内のみの所要時分は18分で、表定速度は50 km/hと名鉄の普通列車としては高く、河和線の急行とほぼ同等である。なお豊田市駅 - 伏見駅間の標準所要時分は46分となっている。
毎年夏に行われる豊田おいでんまつり花火大会や豊田スタジアムでのサッカーやコンサートなど、イベント開催時には定期では赤池発上小田井行き（一部岩倉行き）となる列車が数本豊田市駅発に変更となる。逆の下り列車も定期では赤池駅止まりとなる列車が豊田市行きに延長となる。同時に臨時増発の送り込みのため、豊田線内で回送列車も数本運転される。2024年の豊田おいでんまつり花火大会では、豊田市発赤池行きの臨時列車が運行された。
赤池駅で豊田線へ折り返す列車は通常運転されないが、鶴舞線内で事故などが発生して運休となった場合に運転されることがある。

## 車両
車両は直通する名古屋市営地下鉄鶴舞線に合わせて、全て20 m両開き4扉ロングシート、6両固定編成になっている。ワンマン運転は行われていないが、豊田線内でも自動放送が行われている。「名古屋市営地下鉄鶴舞線#車両」も参照。編成両数は名古屋市営地下鉄と統一されているが、女性専用車両は導入されていない。
自社車両
豊田線で運用される名鉄の自社車両は中間車が増結されたものの登場時より全車両健在であり、廃車は生じていない。
- 100系
- 200系

乗り入れ車両
名古屋市交通局
- 3050形
- N3000形 - 乗り入れ車両で唯一、豊田線内で「普通」の種別表示を出す（赤池駅で変更）。

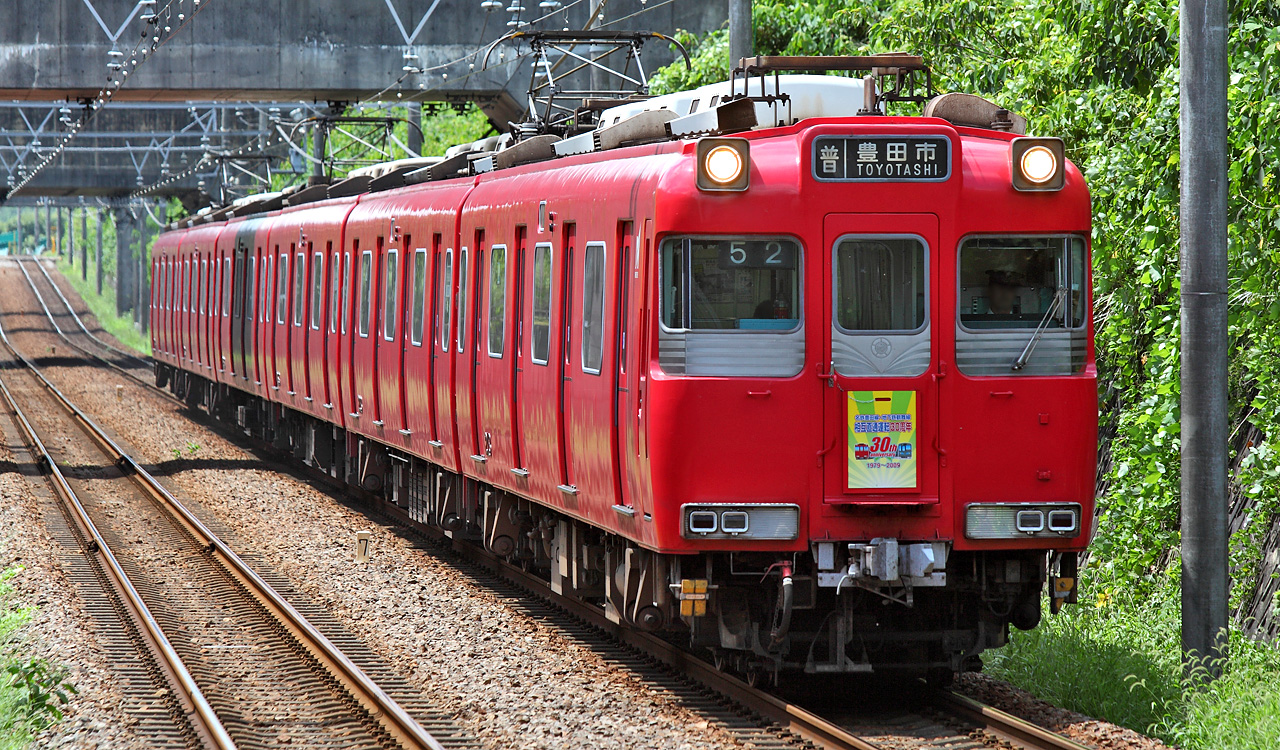
100系
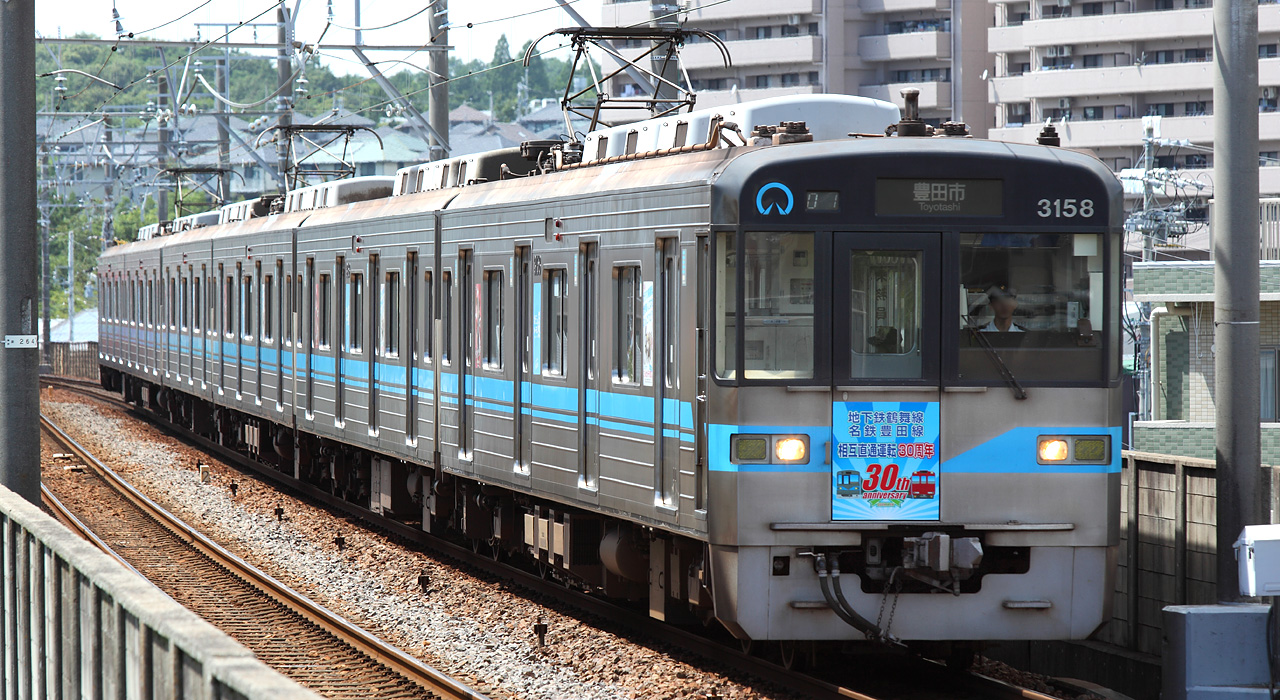
3050形
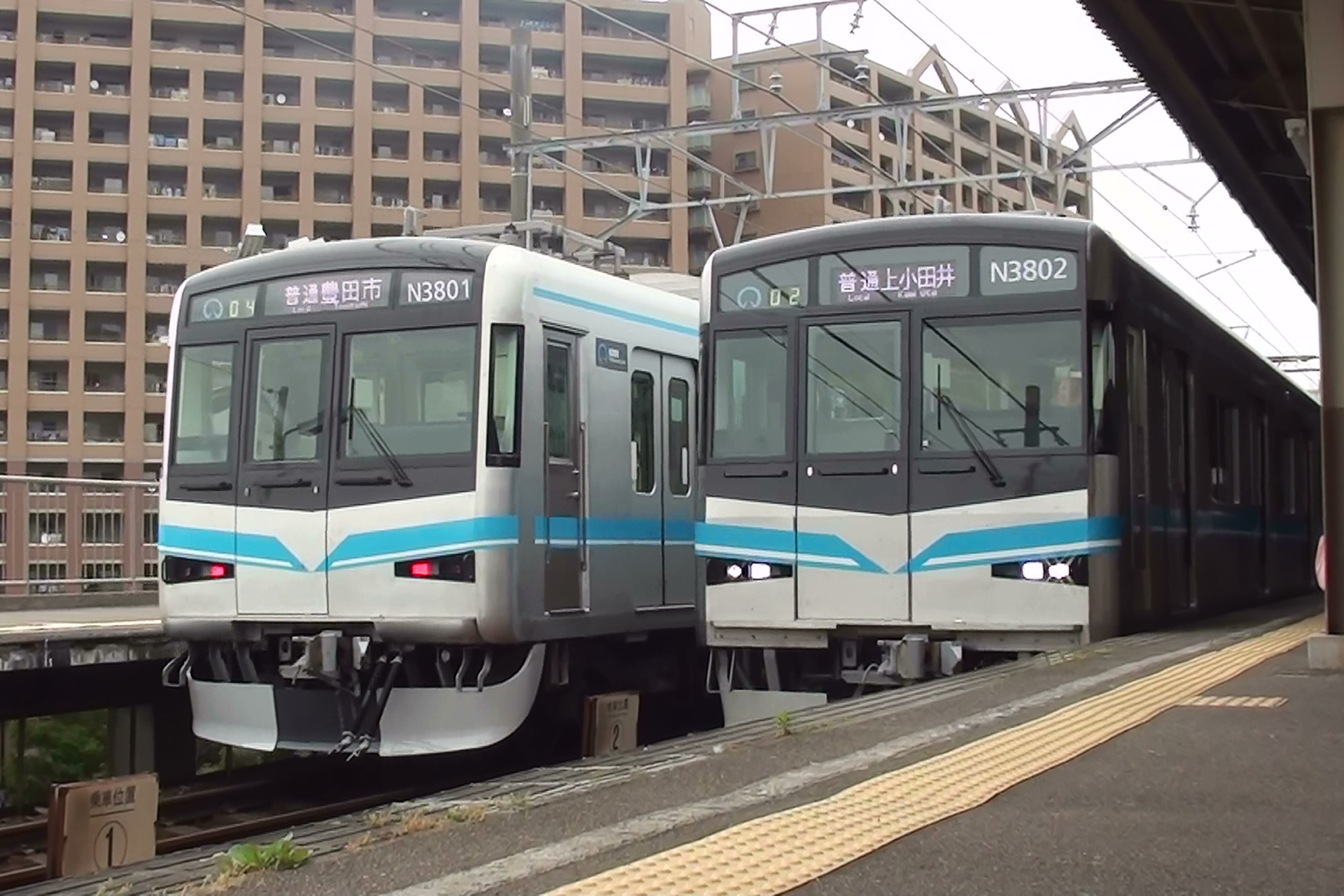
N3000形

### 導入予定車両
自社車両
- 500系 - 100系の後継として、2026年度から順次導入予定。

### 過去の車両
乗り入れ車両
名古屋市交通局
- 3000形 - 豊田線開業時より運行されていたが、2023年までにN3000形に置き換えられて運行を終了した。

## 駅一覧
- 起点→終点方向（下り方向[6]）で記載。
- 全駅愛知県内に所在。
- 普通列車のみ運行。全列車各駅に停車。

| 駅番号                                                                     | 駅名       | 駅間 キロ | 営業 キロ | 接続路線                        | 所在地   |
| -------------------------------------------------------------------------- | ---------- | --------- | --------- | ------------------------------- | -------- |
| 名古屋市営地下鉄鶴舞線伏見・上小田井経由 IY 犬山線岩倉・犬山方面に直通運転 |            |           |           |                                 |          |
| TT07                                                                       | 赤池駅     | -         | 0.0       | 名古屋市営地下鉄： 鶴舞線 (T20) | 日進市   |
| TT06                                                                       | 日進駅     | 3.0       | 3.0       |                                 | 日進市   |
| TT05                                                                       | 米野木駅   | 1.8       | 4.8       |                                 | 日進市   |
| TT04                                                                       | 黒笹駅     | 2.3       | 7.1       |                                 | みよし市 |
| TT03                                                                       | 三好ヶ丘駅 | 1.9       | 9.0       |                                 | みよし市 |
| TT02                                                                       | 浄水駅     | 2.4       | 11.4      |                                 | 豊田市   |
| TT01                                                                       | 上豊田駅   | 1.8       | 13.2      |                                 | 豊田市   |
| MY08                                                                       | 梅坪駅     | 2.0       | 15.2      | 名古屋鉄道：MY 三河線           | 豊田市   |
| MY 三河線豊田市駅まで直通運転                                              |            |           |           |                                 |          |

## 利用状況
| 年度               | 上豊田駅 | 上豊田駅 | 浄水駅    | 浄水駅 | 三好ヶ丘駅 | 三好ヶ丘駅 | 黒笹駅    | 黒笹駅 | 米野木駅  | 米野木駅 | 日進駅    | 日進駅 | 備考                   |
| ------------------ | -------- | -------- | --------- | ------ | ---------- | ---------- | --------- | ------ | --------- | -------- | --------- | ------ | ---------------------- |
| 1979年（昭和54年） | 46,788   | 62 %     | 240,508   | 50 %   | 66,992     | 99 %       | 75,831    | 48 %   | 381,091   | 48 %     | 648,708   | 57 %   | 7月29日開業（238日間） |
| 1980年（昭和55年） | 75,052   | 100 %    | 476,358   | 100 %  | 68,014     | 100 %      | 158,488   | 100 %  | 802,086   | 100 %    | 1,132,679 | 100 %  | [ 39 ]                 |
| 1985年（昭和60年） | 307,440  | 410 %    | 758,133   | 159 %  | 96,335     | 142 %      | 240,032   | 151 %  | 918,105   | 114 %    | 1,172,042 | 103 %  | [ 40 ]                 |
| 1990年（平成02年） | 371,160  | 495 %    | 1,098,598 | 231 %  | 217,512    | 320 %      | 672,623   | 424 %  | 836,957   | 104 %    | 1,351,400 | 119 %  | [ 41 ]                 |
| 1995年（平成07年） | 460,551  | 614 %    | 1,385,615 | 291 %  | 808,633    | 1189 %     | 802,460   | 506 %  | 1,106,317 | 138 %    | 1,729,131 | 153 %  | [ 42 ]                 |
| 2000年（平成12年） | 530,443  | 707 %    | 1,258,364 | 264 %  | 1,114,897  | 1639 %     | 987,723   | 623 %  | 799,060   | 99 %     | 1,725,949 | 152 %  | [ 43 ]                 |
| 2005年（平成17年） | 549,075  | 732 %    | 1,298,075 | 273 %  | 1,241,041  | 1825 %     | 990,401   | 625 %  | 870,420   | 109 %    | 1,684,099 | 149 %  | [ 44 ]                 |
| 2010年（平成22年） | 560,766  | 747 %    | 1,620,374 | 340 %  | 1,458,723  | 2145 %     | 1,164,880 | 735 %  | 795,977   | 99 %     | 1,752,645 | 155 %  | [ 45 ]                 |
| 2015年（平成27年） | n/a      | n/a      | n/a       | n/a    | 1,632,445  | 2400 %     | 535,251   | 338 %  | 1,062,762 | 133 %    | 1,844,716 | 163 %  | [ 46 ] [ 47 ]          |
| 2018年（平成30年） | n/a      | n/a      | n/a       | n/a    | 1,829,013  | 2689 %     | 598,848   | 378 %  | 1,154,294 | 144 %    | 1,896,064 | 167 %  | [ 46 ] [ 47 ]          |

- 出典（いずれも名古屋鉄道提供資料）：

上豊田・浄水：『愛知県統計年鑑』（2011年度以降データなし）
三好ヶ丘・黒笹：『愛知県統計年鑑』および『みよしものしり専科（みよしの統計）』
米野木・日進：『愛知県統計年鑑』および『日進市オープンデータポータルサイト』